# Menhir von Hackpfüffel
Der Menhir von Hackpfüffel (auch Langer Stein genannt) ist ein Menhir in Hackpfüffel, einem Ortsteil von Brücken-Hackpfüffel im Landkreis Mansfeld-Südharz in Sachsen-Anhalt.

## Lage und Beschreibung

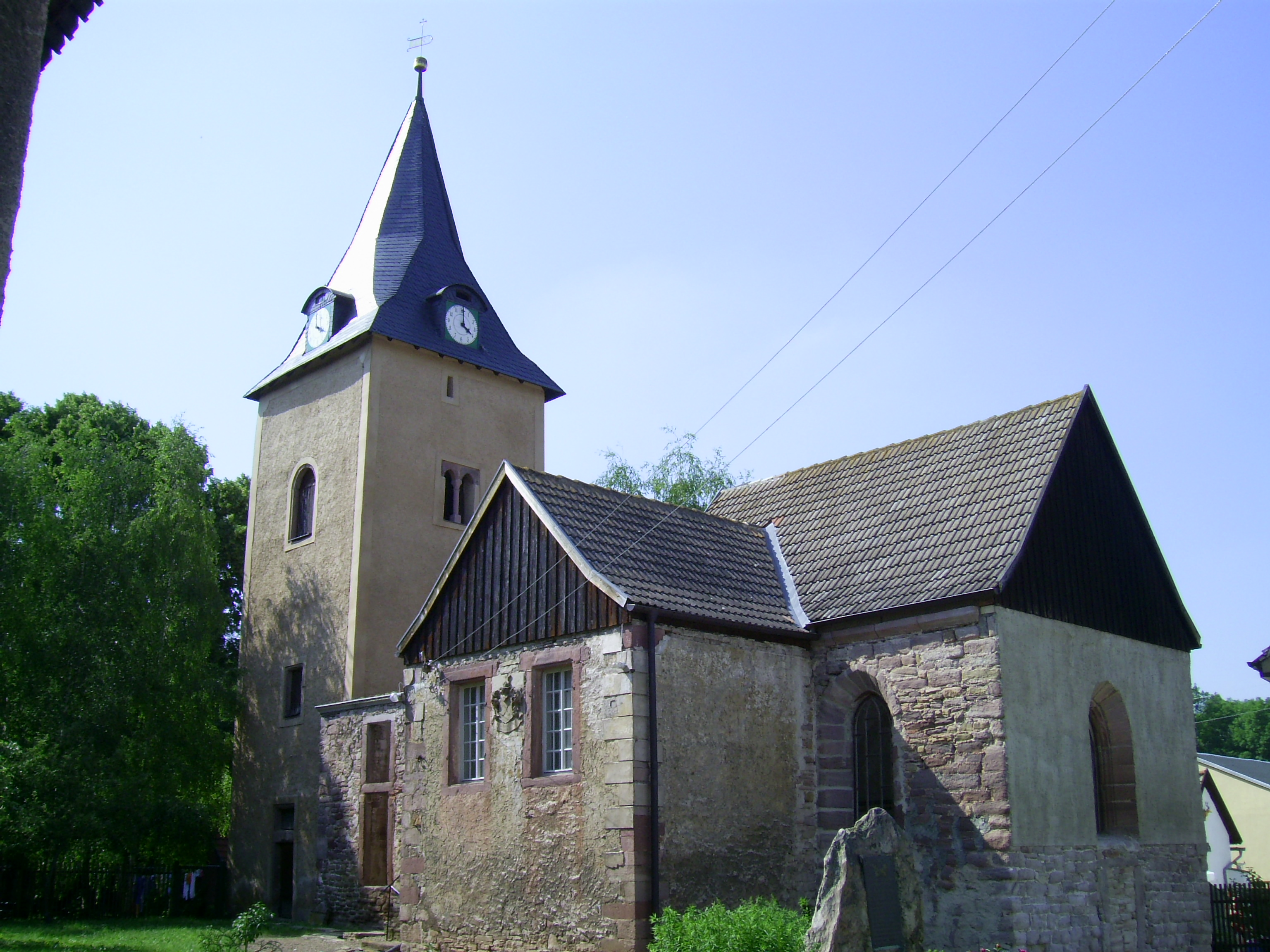
Der Menhir an seinem heutigen Standort vor der Kirche von Hackpfüffel

Der Stein stand ursprünglich auf einem Flurstück namens „Steinfleck“ beim einstigen Gerichtsplatz. 1920 wurde er vor die Kirche von Hackpfüffel umgesetzt und als Kriegerdenkmal für die Gefallenen des Ersten Weltkriegs verwendet.
Der Menhir besteht aus gelblichem Sandstein. Seine Höhe beträgt 200 cm, die Breite 20 cm und die Tiefe 60 cm. Er ist plattenförmig und läuft in einer keilförmigen Spitze aus. Auf einer Breitseite ist seit 1920 eine Metalltafel mit den Namen der Weltkriegs-Toten des Ortes angebracht.
An Funden aus der Umgebung des Steins sind lediglich Reste aus der Völkerwanderungszeit bekannt.